# National Football League 1960
La stagione NFL 1960 fu la 41ª stagione sportiva della National Football League, la massima lega professionistica statunitense di football americano. La finale del campionato si disputò il 26 dicembre 1960 al Franklin Field di Filadelfia, in Pennsylvania e vide la vittoria dei Philadelphia Eagles sui Green Bay Packers per 17 a 13. La stagione iniziò il 23 settembre 1960 e si concluse con il Pro Bowl 1961 che si tenne il 15 gennaio al Los Angeles Memorial Coliseum.
Prima dell'inizio della stagione, Pete Rozelle venne eletto commissario della NFL. La stagione fu inoltre caratterizzata dall'espansione della lega a 13 squadre con il debutto dei Dallas Cowboys che vennero inseriti nella Western Conference. Inoltre i Cardinals si trasferirono da Chicago a Saint Louis assumendo la stessa denominazione della locale squadra della Major League Baseball.

## Stagione regolare
La stagione regolare si svolse in 12 giornate, iniziò il 23 settembre e terminò il 18 dicembre 1960.

### Risultati della stagione regolare
- V = Vittorie, S = Sconfitte, P = Pareggi, PCT = Percentuale di vittorie, PF = Punti Fatti, PS = Punti Subiti
- Nota: nelle stagioni precedenti al 1972 i pareggi non venivano conteggiati nel calcolo della percentuale di vittorie.

| Eastern Conference    |    |   |   |     |     |     |
| Squadra               | V  | S | P | PCT | PF  | PS  |
| Philadelphia Eagles   | 10 | 2 | 0 | 833 | 321 | 246 |
| Cleveland Browns      | 8  | 3 | 1 | 727 | 362 | 217 |
| New York Giants       | 6  | 4 | 2 | 600 | 271 | 261 |
| Saint Louis Cardinals | 6  | 5 | 1 | 545 | 288 | 230 |
| Pittsburgh Steelers   | 5  | 6 | 1 | 455 | 240 | 275 |
| Washington Redskins   | 1  | 9 | 2 | 100 | 178 | 309 |

| Western Conference  |   |    |   |     |     |     |
| Squadra             | V | S  | P | PCT | PF  | PS  |
| Green Bay Packers   | 8 | 4  | 0 | 667 | 332 | 209 |
| Detroit Lions       | 7 | 5  | 0 | 583 | 239 | 212 |
| San Francisco 49ers | 7 | 5  | 0 | 583 | 208 | 205 |
| Baltimore Colts     | 6 | 6  | 0 | 500 | 288 | 234 |
| Chicago Bears       | 5 | 6  | 1 | 455 | 194 | 299 |
| Los Angeles Rams    | 4 | 7  | 1 | 364 | 265 | 297 |
| Dallas Cowboys      | 0 | 11 | 1 | 0   | 177 | 369 |

## La finale
La finale del campionato, il NFL Championship Game si disputò il 26 dicembre 1960 al Franklin Field di Philadelphia e vide la vittoria dei Philadelphia Eagles sui Green Bay Packers per 17 a 13.

## Vincitore
| Vincitori del campionato NFL 1960 Philadelphia Eagles 3º titolo |

## Premi individuali
| MVP della NFL        | Norm Van Brocklin, Quarterback, Philadelphia |
| Allenatore dell'anno | Buck Shaw, Philadelphia                      |